# Francisco de Paula Rodrigues Alves
Francisco de Paula Rodrigues Alves, född 7 juli 1848, död 16 januari 1919, brasiliansk politiker.
Alves var Brasiliens president 1902-1906.
Alves var president över São Pauloprovinsen från 1887. På 1890-talet blev han ekonomiminister för att sedan 1902 väljas till Brasiliens president. Alves omvaldes till president även 1918, men svor den gången inte presidenteden, då han insjuknat i spanska sjukan. I stället efterträddes han av vicepresidenten Delfim Moreira.